# Харченки (Бурынский район)
Харченки (укр. Харченки) — село,
Хустянковский сельский совет, Бурынский район, Сумская область, Украина.
Код КОАТУУ — 5920987903. Население по переписи 2001 года составляло 253 человека .

## Географическое положение
Село Харченки находится недалеко от истоков рек Ромен и Терн.
На расстоянии до 2-х км расположены сёла Хустянка и Яровое.
По селу протекают пересыхающие ручьи с запрудами.

## Экономика
- Молочно-товарная ферма.

## Объекты социальной сферы
- Школа  І-II ст.